# Apeadeiro de Salir do Porto

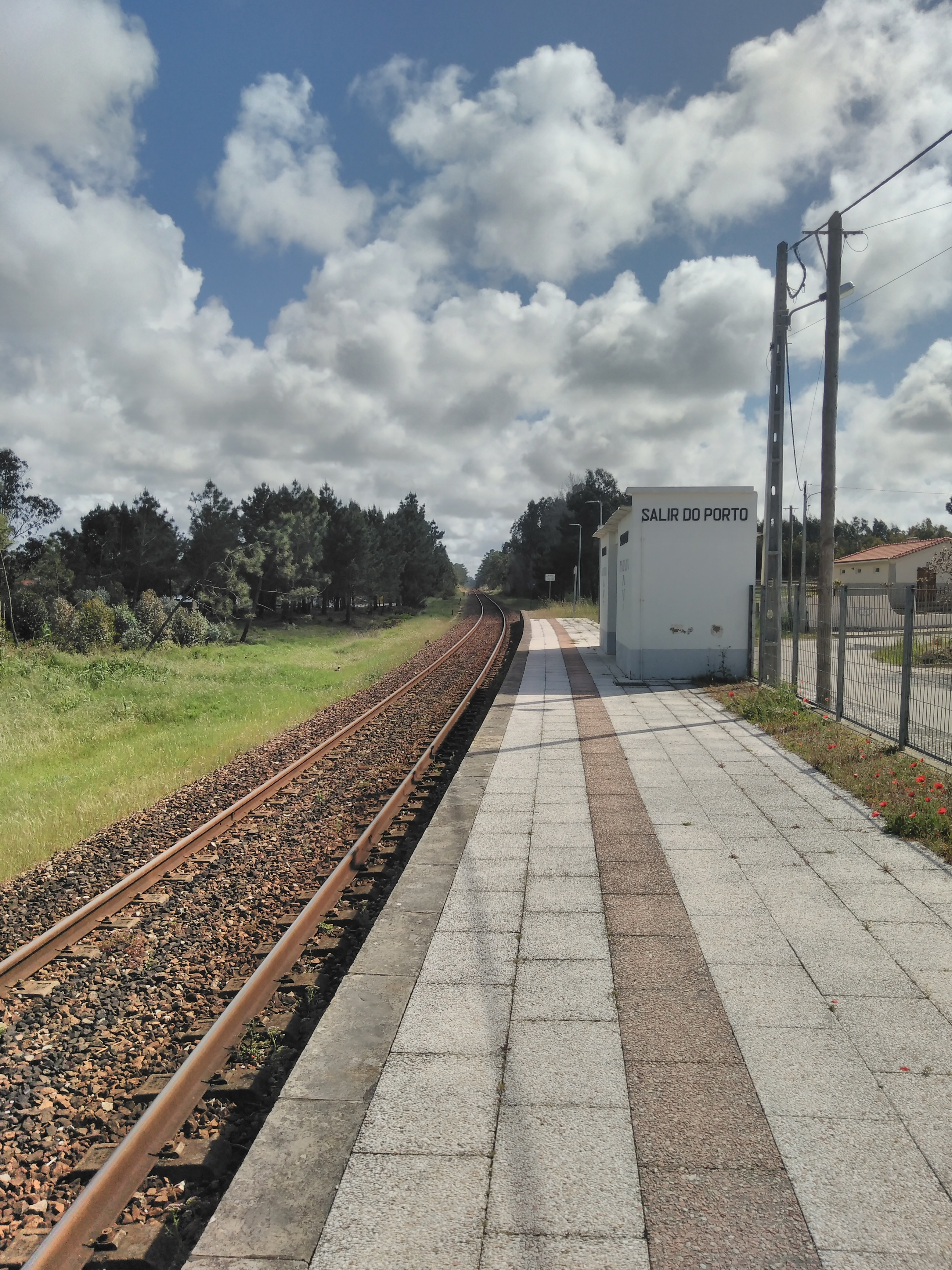
O apeadeiro em 2019.

O Apeadeiro de Salir do Porto é uma gare da Linha do Oeste, que serve a localidade de Salir do Porto, no Distrito de Leiria, em Portugal.

## Descrição

### Infraestrutura
A plataforma situa-se do lado poente da via (lado esquerdo do sentido ascendente, para Figueira da Foz).

## História
Este apeadeiro situa-se no troço entre Torres Vedras e Leiria, que abriu à exploração em 1 de Agosto de 1887, pela Companhia Real dos Caminhos de Ferro Portugueses.